# Tom Cora
Thomas Henry Corra (Yancey Mills (Virginia), 14 september 1953 – Draguignan, 9 april 1998) was een Amerikaanse jazzcellist en componist, vooral bekend om zijn improvisaties op het gebied van experimentele jazz en rock. Hij nam op met John Zorn, Butch Morris en The Ex en was lid van Curlew, Third Person en Skeleton Crew.

## Biografie
Tom Cora werd geboren in Yancey Mills, Virginia. Hij maakte zijn muzikale debuut als drummer in een lokaal televisieprogramma en speelde halverwege de jaren 1970 gitaar voor een huisband in een jazzclub in Washington D.C.. Hij nam de cello op als student aan de Universiteit van Virginia en studeerde met cellist Pablo Casals' student Luis Garcia-Renart en later bij vibrafonist Karl Berger. Gedurende deze tijd vormde hij zijn eigen band The Moose Skowron Tuned Metal Ensemble en begon er instrumenten voor te bouwen.
In 1979 verhuisde Cora naar New York, waar hij samenwerkte met shockabilly-gitarist Eugene Chadbourne, waar hij de cello introduceerde op de honkytonk-circuits van Noord-Amerika. Hij trad op in improviserende clubs en podia in New York met John Zorn, Fred Frith, Andrea Centazzo, Butch Morris, Wayne Horvitz, David Moss, Toshinori Kondo en anderen. Cora werkte ook samen met George Cartwright en Bill Laswell, wat leidde tot de oprichting van de art rockband Curlew in 1979. Cora bleef meer dan tien jaar bij Curlew en verscheen op vijf van hun albums.
In 1982 richtten Tom Cora en Fred Frith Skeleton Crew op, een improviserende rock- en jazzband die vooral bekend is vanwege hun liveoptredens, waarbij ze tegelijkertijd verschillende instrumenten bespeelden. Cora en Frith waren elk eenmansbands op het podium en voor hun act bouwde Cora muzikale constructies die hij met zijn voeten kon bespelen. De band bestond vijf jaar en toerde veel door Europa, Noord-Amerika en Japan. Ze maakten de twee studioalbums Learn to Talk (1984) en The Country of Blinds (1986), de laatste met Zeena Parkins die in 1984 bij de band was gekomen. In oktober 1983 trad Skeleton Crew toe tot Duck and Cover, een opdracht van het Berlin Jazz Festival, voor een optreden in West-Berlijn, gevolgd door een ander in februari 1984 in Oost-Berlijn.
Cora was ook lid van het improvisatietrio Third Person, opgericht in 1990 als een live samenwerking met percussionist Samm Bennett en een derde persoon die van concert naar concert wisselde. Twee cd's van enkele van hun uitvoeringen werden uitgebracht: The Bends in 1991 (met derde personen Don Byron, George Cartwright, Chris Cochrane, Nic Collins, Catherine Jauniaux, Myra Melford, Zeena Parkins en Marc Ribot) en Luck Water in 1995 (met derde persoon Kazutoki Umezu).
Een maand na de dood van Cora in april 1998 werd in de Knitting Factory een benefietconcert gehouden met optredens van Catherine Jauniaux, Fred Frith, George Cartwright, Zeena Parkins en anderen. De cd It's a Brand New Day - Live at the Knitting Factory van dit concert, geproduceerd door John Zorn, werd in 2000 uitgebracht bij Knitting Factory Records. Maar de goede bedoelingen van alle betrokkenen werden nooit gerealiseerd toen Knitting Factory Records werd uitgekocht en Jauniaux ontving geen royalty's van de verkoop van de cd. John Zorn stelde ook Hallelujah, Anyway - Remembering Tom Cora samen, een set van twee cd's met een selectie van opnamen van Cora en enkele van de bands waarmee hij opnam, plus nieuwe opnamen van Cora's composities. Cora verscheen in Nicolas Humberts en Werner Penzels documentaire film Step Across the Border uit 1990 over Fred Frith, waarin Cora en Frith worden gefilmd tijdens repetities in The Kitchen, New York in februari 1989.

### Solo werk
Naast het optreden met andere bands en muzikanten, begon Cora in 1986 een solo-concertcarrière. Het vooruitzicht om een concert van een optreden alleen te managen was een uitdaging met risico's, maar hij leerde het risico in evenwicht te brengen met de bedoeling en de resultaten waren solo optredens in Noord-Amerika, Europa en Japan. Van enkele van deze uitvoeringen zijn twee live-albums uitgebracht in 1987 en 1991. In Nederland verbleef Cora twee maanden bij STEIM, het elektro-akoestische onderzoekscentrum in Amsterdam, waar hij een live sampling- en triggersysteem op maat maakte om met zijn voeten te bespelen. Hij onthulde het systeem tijdens een soloconcert van 25 concerten in 1992. Helaas ging het unieke op maat gemaakte instrument dat bij STEIM werd gebouwd later verloren, vergeten in een trein tijdens een rondreis door Zwitserland. Naast optreden componeerde Cora muziek voor de National Film Board of Canada, choreograaf Donna Uchizono (waarvoor hij in 1990 een New York Dance and Performance Award ontving) en een solo cello-filmmuziek voor Man with the Movie Camera voor Dziga Vertov in opdracht door het American Museum of the Moving Image. In 1994 ontving Cora een Meet the Composer Commissioning Grant om een ensemblepartituur te schrijven voor Man with the Movie Camera. Het werd uitgevoerd op verschillende Noord-Amerikaanse locaties en in Europa in 1996.
De cello van Tom Cora was voorbereid, elektronisch gemodificeerd en buitengewoon versterkt. Hij ontwikkelde de stijl van het spelen van gezaagde akkoorden en percussieve riffs, alsof zijn cello een elektrische gitaar was. Hij bonkte, schraapte en verdraaide het en deed wat nodig was om de geluiden te produceren die hij wilde. Cora onderzocht niet-idiomatische improvisatie en studeerde Turkse en Oost-Europese volksmuziek. De invloed van deze volksmuziek is duidelijk in veel van zijn werk te horen. Skeleton Crew heeft ooit een heel concert gewijd aan het spelen van alleen Oost-Europese volksmelodieën. Op het podium was zijn aanwezigheid opvallend.

## Overlijden
Tom Cora overleed in april 1998 op 44-jarige leeftijd aan een kwaadaardig melanoom in een ziekenhuis in het zuiden van Frankrijk, waar hij samen met zijn vrouw, zangeres Catherine Jauniaux, en hun zoon, Elia Cora, woonde.

## Discografie
Solo
- 1987: Live at the Western Front (No Man's Land)
- 1991: Gumption in Limbo (Sound Aspects)

Curlew
- 1981: Curlew (Landslide)
- 1985: North America (Moers Music)
- 1988: Live in Berlin (Cuneiform Records)
- 1991: Bee (Cuneiform Records)
- 1993: A Beautiful Western Saddle (Cuneiform)

Skeleton Crew
- 1984: Learn to Talk (Rift)
- 1986: The Country of Blinds (Rift)
- 1990: Learn to Talk / Country of Blinds (RecRec Music)
- 1997: Etymology (Rarefaction)

The Ex
- 1991: Scrabbling at the Lock (RecRec)
- 1993: And the Weathermen Shrug Their Shoulders (RecRec)

Roof
- 1996: The Untraceable Cigar (Red Note)
- 1999: Trace (Red Note)

Third Person
- 1991: The Bends (Knitting Factory)
- 1995: Lucky Water (Knitting Factory)

Met anderen
- 1979: Andrea Centazzo: Environment for Sextet (Ictus Records)
- 1979: Eugene Chadbourne: 2000 Statues and the English Channel (Parachute Records)
- 1982: John Zorn: Archery (Parachute)
- 1983: Tom Cora en David Moss: Cargo Cult Revival (Rift)
- 1983: Ferdinand Richard: En Avant (RecRec)
- 1985: Duck and Cover: Re Records Quarterly Vol.1 No.2 (Recommended Records)
- 1989: Tom Cora en Hans Reichel: Angel Carver: Live in Milwaukee and Chicago (FMP/Free Music Production)
- 1989: Rene Lussier: Le tresor de la langue (Ambiances Magnétiques)
- 1990: Nimal: Voix de Surface (RecRec)
- 1991: The Hat Shoes: Differently Desperate (RecRec)
- 1993: Tetsuhiro Daiku: Yunta & Jiraba (Disc Akabana)
- 1994: Richard Teitelbaum: Cyberband (Moers)
- 1995: Kazutoki Umezu: First Deserter (Off Note)
- 1996: Fred Frith: Allies (Music for Dance volume 2) (RecRec)
- 1996: Butch Morris: Testament: A Conduction Collection (New World Records)
- 1999: Tom Cora and various artists: Hallelujah, Anyway – Remembering Tom Cora (Tzadik Records)

- Bibliothèque nationale de France: cb14605150s (data)
- Gemeinsame Normdatei: 134578430
- International Standard Name Identifier: 0000 0000 5548 4744
- Library of Congress Control Number: nr90025436
- MusicBrainz: 4f848050-be63-4fcc-8581-bbd90f1ec1e6
- Nationale Bibliotheek van Israël: 987011288868905171
- Istituto Centrale per il Catalogo Unico: UBOV631757
- SNAC: w61s17sn
- Système universitaire de documentation: 082126437
- Virtual International Authority File: 61395469
- WorldCat: E39PBJc3MVghJYMJPXkM4jPfbd